# Нтагварара, Жан
Жан Нтагварара (рунди Jean Ntagwarara , 22 сентября 1947 года, Бурунди) — католический прелат, епископ Бубанзы с 24 октября 1997 года.

## Биография
15 августа 1976 года Жан Нтагварара был рукоположён в священника.
24 октября 1997 года Римский папа Иоанн Павел II назначил Жана Нтагварару епископом Бубанзы. 14 февраля 1998 года состоялось рукоположение Жана Нтагварары в епископа, которое совершил епископ Бужумбуры Эварист Нгоягойе в сослужении с архиепископом Гитеги Симоном Нтамваной и епископом Нгози Станисласом Кабурунгу.